# City of Charles Sturt
City of Charles Sturt is een Local Government Area (LGA) in de Australische deelstaat Zuid-Australië.